# Шарже ле Гре
Шарже ле Гре (фр. Chargey-lès-Gray) насеље је и општина у источној Француској у региону Франш-Конте, у департману Горња Саона која припада префектури Везул.
По подацима из 2011. године у општини је живело 743 становника, а густина насељености је износила 44,87 становника/km². Општина се простире на површини од 16,56 km². Налази се на средњој надморској висини од 200 метара (максималној 250 m, а минималној 192 m).

## Демографија
| 1962. | 1968. | 1975. | 1982. | 1990. | 1999. | 2011. |
| ----- | ----- | ----- | ----- | ----- | ----- | ----- |
| 470   | 514   | 513   | 609   | 604   | 615   | 743   |

График промене броја становника у току последњих година